# Ricardo Costa
Ricardo Miguel Moreira da Costa, noto semplicemente come Ricardo Costa (pron. IPA: [ʁiˈkaɾdu ˈkɔʃtɐ]; Vila Nova de Gaia, 16 maggio 1981), è un allenatore di calcio ed ex calciatore portoghese, di ruolo difensore, tecnico del Feirense.
Nel 2004 si è laureato campione d'Europa con la maglia del Porto.

## Caratteristiche tecniche
Nel 2001 è stato inserito nella lista dei migliori calciatori stilata da Don Balón.

## Carriera

### Club
È un prodotto delle giovanili del Boavista. Nel 2000, a 19 anni, si trasferisce al Porto. Debutta in prima squadra nel 2002, nel derby contro il Boavista. In sette anni al Porto ha vinto, tra le altre, una Coppa UEFA, una Champions League ed una Coppa Intercontinentale.
Il 27 gennaio 2015 firma per una stagione e mezza con i greci del PAOK Salonicco.

### Nazionale
Da giovane Costa ha vestito la divisa del Portogallo under 21: con la selezione giovanile (precisamente, quella olimpica) ha preso anche parte alle Olimpiadi 2004 di Atene. Due anni dopo è stato convocato per il Mondiale 2006, come difensore di riserva.

## Statistiche

### Presenze e reti nei club
Statistiche aggiornate al 7 febbraio 2016.
| Stagione              | Squadra               | Campionato            | Campionato | Campionato | Coppe nazionali | Coppe nazionali | Coppe nazionali | Coppe continentali | Coppe continentali | Coppe continentali | Altre coppe | Altre coppe | Altre coppe | Totale | Totale |
| Stagione              | Squadra               | Comp                  | Pres       | Reti       | Comp            | Pres            | Reti            | Comp               | Pres               | Reti               | Comp        | Pres        | Reti        | Pres   | Reti   |
| --------------------- | --------------------- | --------------------- | ---------- | ---------- | --------------- | --------------- | --------------- | ------------------ | ------------------ | ------------------ | ----------- | ----------- | ----------- | ------ | ------ |
| 1999-2000             | Porto B               | SD                    | 9          | 2          | -               | -               | -               | -                  | -                  | -                  | -           | -           | -           | 9      | 2      |
| 2000-2001             | Porto B               | SD                    | 33         | 5          | -               | -               | -               | -                  | -                  | -                  | -           | -           | -           | 33     | 5      |
| 2001-gen. 2002        | Porto B               | SD                    | 24         | 5          | -               | -               | -               | -                  | -                  | -                  | -           | -           | -           | 24     | 5      |
| Totale Porto B        | Totale Porto B        | Totale Porto B        | 66         | 12         |                 | -               | -               |                    | -                  | -                  |             | -           | -           | 66     | 12     |
| gen.-giu. 2002        | Porto                 | PL                    | 6          | 0          | CP              | 0               | 0               | UCL                | 0                  | 0                  | -           | -           | -           | 6      | 0      |
| 2002-2003             | Porto                 | PL                    | 10         | 0          | CP              | 4               | 0               | CU                 | 7                  | 1                  | -           | -           | -           | 21     | 1      |
| 2003-2004             | Porto                 | PL                    | 9          | 1          | CP              | 5               | 0               | UCL                | 2                  | 0                  | SP+SU       | 0+1         | 0           | 17     | 1      |
| 2004-2005             | Porto                 | PL                    | 24         | 1          | CP              | 1               | 0               | UCL                | 6                  | 1                  | SP+SU+CInt  | 1+0+1       | 0           | 33     | 2      |
| 2005-2006             | Porto                 | PL                    | 18         | 1          | CP              | 2               | 0               | UCL                | 3                  | 0                  | -           | -           | -           | 23     | 1      |
| 2006-2007             | Porto                 | PL                    | 8          | 0          | CP              | 1               | 0               | UCL                | 2                  | 0                  | SP          | 0           | 0           | 11     | 0      |
| Totale Porto          | Totale Porto          | Totale Porto          | 75         | 3          |                 | 13              | 0               |                    | 20                 | 2                  |             | 3           | 0           | 111    | 5      |
| 2007-2008             | Wolfsburg             | BL                    | 20         | 2          | CG              | 3               | 0               | -                  | -                  | -                  | -           | -           | -           | 23     | 2      |
| 2008-2009             | Wolfsburg             | BL                    | 11         | 3          | CG              | 2               | 0               | CU                 | 6                  | 0                  | -           | -           | -           | 19     | 3      |
| 2009-gen. 2010        | Wolfsburg             | BL                    | 11         | 1          | CG              | 1               | 0               | UCL+UEL            | 5+0                | 0                  | SG          | 0           | 0           | 17     | 1      |
| Totale Wolfsburg      | Totale Wolfsburg      | Totale Wolfsburg      | 42         | 6          |                 | 6               | 0               |                    | 11                 | 0                  |             | 0           | 0           | 59     | 6      |
| gen.-giu. 2010        | Lilla                 | L1                    | 10         | 1          | CF+CdL          | 0+0             | 0               | -                  | -                  | -                  | -           | -           | -           | 10     | 1      |
| 2010-2011             | Valencia              | PD                    | 29         | 0          | CR              | 2               | 0               | UCL                | 7                  | 1                  | -           | -           | -           | 38     | 1      |
| 2011-2012             | Valencia              | PD                    | 12         | 0          | CR              | 1               | 0               | UCL+UEL            | 0+5                | 0+1                | -           | -           | -           | 18     | 1      |
| 2012-2013             | Valencia              | PD                    | 26         | 4          | CR              | 5               | 0               | UCL                | 6                  | 0                  | -           | -           | -           | 37     | 4      |
| 2013-2014             | Valencia              | PD                    | 20         | 3          | CR              | 3               | 0               | UEL                | 9                  | 1                  | -           | -           | -           | 32     | 4      |
| Totale Valencia       | Totale Valencia       | Totale Valencia       | 87         | 7          |                 | 11              | 0               |                    | 27                 | 3                  |             | -           | -           | 125    | 10     |
| 2014-gen. 2015        | Al-Sailiya            | SL                    | 15         | 1          | CE+CP           | 0+0             | 0               | -                  | -                  | -                  | -           | -           | -           | 15     | 1      |
| gen.-giu. 2015        | PAOK                  | SL                    | 10+5       | 0          | CG              | 0               | 0               | UEL                | -                  | -                  | -           | -           | -           | 15     | 0      |
| 2015-feb. 2016        | PAOK                  | SL                    | 11         | 0          | CG              | 1               | 0               | UEL                | 4                  | 1                  | -           | -           | -           | 22     | 1      |
| Totale PAOK Salonicco | Totale PAOK Salonicco | Totale PAOK Salonicco | 21+5       | 0          |                 | 1               | 0               |                    | 10                 | 1                  |             | -           | -           | 37     | 1      |
| feb.-giu. 2016        | Granada               | PD                    | 0          | 0          | CdR             | 0               | 0               | -                  | -                  | -                  | -           | -           | -           | 0      | 0      |
| Totale carriera       | Totale carriera       | Totale carriera       | 316+5      | 30+0       |                 | 31              | 0               |                    | 68                 | 5                  |             | 3           | 0           | 423    | 35     |

### Cronologia presenze e reti in nazionale
| Cronologia completa delle presenze e delle reti in nazionale ― Portogallo | Cronologia completa delle presenze e delle reti in nazionale ― Portogallo | Cronologia completa delle presenze e delle reti in nazionale ― Portogallo | Cronologia completa delle presenze e delle reti in nazionale ― Portogallo | Cronologia completa delle presenze e delle reti in nazionale ― Portogallo | Cronologia completa delle presenze e delle reti in nazionale ― Portogallo | Cronologia completa delle presenze e delle reti in nazionale ― Portogallo | Cronologia completa delle presenze e delle reti in nazionale ― Portogallo |
| Data                                                                      | Città                                                                     | In casa                                                                   | Risultato                                                                 | Ospiti                                                                    | Competizione                                                              | Reti                                                                      | Note                                                                      |
| ------------------------------------------------------------------------- | ------------------------------------------------------------------------- | ------------------------------------------------------------------------- | ------------------------------------------------------------------------- | ------------------------------------------------------------------------- | ------------------------------------------------------------------------- | ------------------------------------------------------------------------- | ------------------------------------------------------------------------- |
| 9-2-2005                                                                  | Dublino                                                                   | Irlanda                                                                   | 1 – 0                                                                     | Portogallo                                                                | Amichevole                                                                | -                                                                         | 46’                                                                       |
| 26-3-2005                                                                 | Barcelos                                                                  | Portogallo                                                                | 4 – 1                                                                     | Canada                                                                    | Amichevole                                                                | -                                                                         | 46’                                                                       |
| 3-6-2006                                                                  | Metz                                                                      | Lussemburgo                                                               | 0 – 3                                                                     | Portogallo                                                                | Amichevole                                                                | -                                                                         | 58’                                                                       |
| 8-7-2006                                                                  | Stoccarda                                                                 | Germania                                                                  | 3 – 1                                                                     | Portogallo                                                                | Mondiali 2006 - Finale 3º posto                                           | -                                                                         | 24’                                                                       |
| 1-9-2006                                                                  | Copenaghen                                                                | Danimarca                                                                 | 4 – 2                                                                     | Portogallo                                                                | Amichevole                                                                | -                                                                         |                                                                           |
| 6-9-2006                                                                  | Helsinki                                                                  | Finlandia                                                                 | 1 – 1                                                                     | Portogallo                                                                | Qual. Euro 2008                                                           | -                                                                         | 35’, 53’                                                                  |
| 24-5-2010                                                                 | Covilhã                                                                   | Portogallo                                                                | 0 – 0                                                                     | Capo Verde                                                                | Amichevole                                                                | -                                                                         | 46’                                                                       |
| 1-6-2010                                                                  | Covilhã                                                                   | Portogallo                                                                | 3 – 1                                                                     | Camerun                                                                   | Amichevole                                                                | -                                                                         | 73’                                                                       |
| 25-6-2010                                                                 | Durban                                                                    | Brasile                                                                   | 0 – 0                                                                     | Portogallo                                                                | Mondiali 2010 - 1º turno                                                  | -                                                                         |                                                                           |
| 29-6-2010                                                                 | Città del Capo                                                            | Spagna                                                                    | 1 – 0                                                                     | Portogallo                                                                | Mondiali 2010 - Ottavi di finale                                          | -                                                                         | 89’                                                                       |
| 2-6-2012                                                                  | Lisbona                                                                   | Portogallo                                                                | 1 – 3                                                                     | Turchia                                                                   | Amichevole                                                                | -                                                                         | 69’                                                                       |
| 15-8-2012                                                                 | Lisbona                                                                   | Portogallo                                                                | 2 – 0                                                                     | Panama                                                                    | Amichevole                                                                | -                                                                         |                                                                           |
| 14-11-2012                                                                | Libreville                                                                | Gabon                                                                     | 2 – 2                                                                     | Portogallo                                                                | Amichevole                                                                | -                                                                         |                                                                           |
| 10-6-2013                                                                 | Lancy                                                                     | Croazia                                                                   | 0 – 1                                                                     | Portogallo                                                                | Amichevole                                                                | -                                                                         |                                                                           |
| 11-10-2013                                                                | Lisbona                                                                   | Portogallo                                                                | 1 – 1                                                                     | Israele                                                                   | Qual. Mondiali 2014                                                       | 1                                                                         |                                                                           |
| 15-10-2013                                                                | Coimbra                                                                   | Portogallo                                                                | 3 – 0                                                                     | Lussemburgo                                                               | Qual. Mondiali 2014                                                       | -                                                                         | 59’                                                                       |
| 19-11-2013                                                                | Solna                                                                     | Svezia                                                                    | 2 – 3                                                                     | Portogallo                                                                | Qual. Mondiali 2014                                                       | -                                                                         | 82’                                                                       |
| 31-5-2014                                                                 | Oeiras                                                                    | Portogallo                                                                | 0 – 0                                                                     | Grecia                                                                    | Amichevole                                                                | -                                                                         |                                                                           |
| 10-6-2014                                                                 | East Rutherford                                                           | Irlanda                                                                   | 1 – 5                                                                     | Portogallo                                                                | Amichevole                                                                | -                                                                         |                                                                           |
| 16-6-2014                                                                 | Salvador                                                                  | Germania                                                                  | 4 – 0                                                                     | Portogallo                                                                | Mondiali 2014 - 1º turno                                                  | -                                                                         | 46’                                                                       |
| 22-6-2014                                                                 | Manaus                                                                    | Stati Uniti                                                               | 2 – 2                                                                     | Portogallo                                                                | Mondiali 2014 - 1º turno                                                  | -                                                                         |                                                                           |
| 7-9-2014                                                                  | Aveiro                                                                    | Portogallo                                                                | 0 – 1                                                                     | Albania                                                                   | Qual. Euro 2016                                                           | -                                                                         | 73’                                                                       |
| Totale                                                                    |                                                                           | Presenze                                                                  | 22                                                                        |                                                                           | Reti                                                                      | 1                                                                         |                                                                           |

## Palmarès

### Club

#### Competizioni nazionali
- Campionato portoghese: 4

Porto: 2002-2003, 2003-2004, 2005-2006, 2006-2007
- Coppa del Portogallo: 2

Porto: 2002-2003, 2005-2006
- Supercoppa di Portogallo: 3

Porto: 2003, 2004, 2006
- Campionato tedesco: 1

Wolfsburg: 2008-2009

#### Competizioni internazionali
- Coppa UEFA: 1

Porto: 2002-2003
- UEFA Champions League: 1

Porto: 2003-2004
- Coppa Intercontinentale: 1

Porto: 2004